# Regimiento n.º 38 de Infantería
El Regimiento n.º 38 de Infantería Staffordshire (38th (1st Staffordshire) Regiment of Foot) fue una unidad del Ejército Británico formada en 1705 y fusionada al regimiento de South Staffordshire (South Staffordshire Regiment) en 1881.

## Historia
Fue levantado el 25 de marzo de 1705 en la taberna King's Head en Lichfield, Staffordshire, por el general Luke Lillingstone por lo que fue en sus comienzos conocido como el "regimiento de infantería de Luke Lillingstone" (Luke Lillingstone's Regiment of Foot). Sucedía a dos regimientos previamente creados por el mismo Lillingstone. 
Lillingston marchó con su unidad a Irlanda al poco tiempo de su formación y en 1707 el regimiento partió a las Indias Occidentales.
Permaneció con base en Antigua hasta 1764 en duras condiciones de acantonamiento, en la que es considerada por algunos autores la más larga misión en el extranjero de cualquier regimiento en el Ejército británico. 
Durante este período, el regimiento defendió las Islas de Sotavento luchando contra el ataque de fuerzas neerlandesas, francesas y españolas, así como de piratas y corsarios. En 1751 fue redenominado como regimiento n.º 38 de infantería y obtuvo su primer honor de batalla en Guadalupe, compartido con el 64.º En 1754 obtuvo su segundo honor de batalla por su participación en la captura de Martinica.
Sirvió luego en la guerra de Independencia de Estados Unidos, arribando a Boston en 1774 y sirviendo en Lexington y Bunker Hill, así como en la Campaña de Nueva York de 1776.
En 1782 agregó el título del condado de Staffordshire, convirtiéndose en el 1.er Staffordshire Regiment of Foot mientras que el 64.º se convertía en el segundo. En 1783 el 38.º abandonó el área de New York y fue destinado a Nueva Escocia. Algunas de sus compañías fueron destinadas a servir en el ejército al mando del Duque de York, Federico Augusto de Hannover, en Flandes. 
De regreso en las Indias Occidentales participó de la campaña que permitió a los británicos capturar Santa Lucía (1796) y Trinidad (1797). Durante los siguientes años sirvió a las órdenes del mayor general Eyre Power Trench en Irlanda durante la gran rebelión iniciada en 1798.
Un segundo batallón fue creado en 1804. El regimiento tomó parte de la Conquista del Cabo de Buena Esperanza (1806) bajo el mando de Sir David Baird y de las Invasiones Inglesas al Río de la Plata. En 1807 bajo el mando del coronel Spencer Thomas Vassal se distinguió en el Combate del Cordón y en la toma de Montevideo, acción en la que su comandante fue mortalmente herido, sumando Montevideo a sus honores. Al mando del teniente coronel John Nugent participó del desastroso ataque a la ciudad de Buenos Aires que terminó con la capitulación del ejército británico.
Durante el ataque del 5 de julio de 1807, a las 7 de la mañana, fuerzas del 38.º avanzaron por la actual calle Juncal, a la que describió posteriormente como «una angosta callejuela entre cercos vivos», con el objetivo de confluir con Samuel Auchmuty sobre la Plaza de Toros. En la esquina de la actual calle Suipacha recibieron disparos de un cantón ubicado en diagonal a la Iglesia de Nuestra Señora del Socorro por lo que con rapidez rompieron la puerta de la casa a culatazos y eliminaron a los defensores. Al ver impedido su avance por un cañón ubicado en la esquina de Esmeralda, Nugent dio órdenes de tomar la casa quinta de Riglos (frente al Socorro y próxima al río) tras lo que continuó su marcha por la barranca hasta capturar el arsenal, el cuartel y la batería de Abascal. Con los mismos cañones capturados, Nugent abrió fuego sobre la Plaza de Toros. 
En momentos en que Auchmuty retrocedía para reorganizarse en el Convento de las Catalinas (Viamonte y San Martín), ocupado por el regimiento n.º 5 de Infantería al mando de Humphrey Phineas Davie, las milicias que defendían la Plaza de Toros salieron en su persecución lo que aprovechó Nugent para lanzarse al ataque consiguiendo en una feroz lucha derrotarlos y forzarlos a refugiarse en la Plaza abandonando gran parte de su artillería.
Ante el cambio en la situación, Auchmuty se sumó a Nugent y juntos obligaron a la rendición de la posición del Retiro, que se hizo efectiva a las 9 de esa mañana. Sólo una pequeña fuerza de 50 hombres del Tercio de Gallegos al mando de Jacobo Adrián Varela (1758-1818) pudo abrirse paso forzando a bayoneta las líneas inglesas. El grueso, 400 hombres al mando del capitán Juan Gutiérrez de la Concha, se rindieron ante Nugent, honor que Auchmuty le cedió por su actuación decisiva en la victoria parcial que no alcanzaría a torcer el resultado de la jornada, desastroso para el ejército británico.
Durante las Guerras Napoleónicas, el 38.º luchó en la primera campaña de la Guerra Peninsular en el ejército al mando de Sir John Moore, participando de las batallas de Roliça (Roleia) (17 de agosto de 1808), Vimeiro (Vimiera) (21 de agosto de 1808), La Coruña (16 de enero de 1809), siendo luego evacuado de La Coruña. 
En 1810 el 2.º batallón del 38.º integró el ejército que al mando del Duque de Wellington efectuó la nueva campaña en la península y se destacó en la Batalla de Buçaco (Busaco) (27 de septiembre de 1810). Durante el Sitio de Badajoz en 1812, el 38.º logró irrumpir en el bastión de San Vincente abriendo una brecha que contribuyó significativamente a la captura de la ciudad. 
En esa acción en momentos en que una derrota parcial obligaba a la brigada Walker a retirarse perseguida por el ejército francés, el coronel Nugent con doscientos hombres de la 38.ª consiguió mantener la posición y tras soportar un fuerte ataque, contraatacar a bayoneta.
En mayo de 1812, después de la toma de Badajoz, el general Sir Rowland Hill encabezó un audaz ataque que destruyó el puente sobre el río Tajo en Almaraz, obstaculizado la reunión de los ejércitos franceses de Portugal y el sur.
Ese mismo mes, el 1.er batallón se sumó al Ejército Peninsular y el 38.º completo luchó en la batalla de Salamanca (22 de julio de 1812) y en el Sitio de Burgos (19 de agosto a 21 de octubre de 1812). 
El 2.º batallón fue disuelto en 1814. Por su parte, el 1.er batallón permaneció en España y luchó en Vitoria (1813), San Sebastián (1813), en el paso del Bidasoa (7 de octubre de 1813), la Batalla de Nive (9 al 13 de diciembre de 1813) y en la Batalla de Bayona en abril de 1814.
Durante la guerra el regimiento obtuvo honores por Roliça, Vimeiro, Coruña, Buçaco, Badajoz, Salamanca, Vitoria, San Sebastián y Nive.
En 1818 sirvió en Sudamérica y en 1822 se encontraba estacionado en India cuando fue destinado al frente en la primera guerra anglo-birmana (5 de marzo de 1824 al 24 de febrero de 1826), obteniendo la distinción Ava para sus colores. 
Regreso a Inglaterra en 1836. Entre 1845 y 1846 luchó en la primera guerra anglo-sij obteniendo honores por Moodkee, Ferozeshah y Sobraon. Entre 1852 y 1853 obtuvo honores por la acción de Pegu durante la Segunda guerra Anglo-Birmana.
Al estallar la Guerra de Crimea, el 38.º se sumó a la tercera división al mando de Sir Richard England, agregando en esa contienda los honores Alma, Inkerman, y Sebastopol.
Luchó en la Rebelión de la India de 1857 participando de la fase final del Sitio de Lucknow (noviembre) y en la campaña siguiente en Oude. Volvieron a Inglaterra en 1872, disfrutando de un intervalo de paz, hasta que fue destinado al frente de la guerra Anglo-Zulú de 1878 y 1879.
En 1881 el 38.º y el 64.º fueron amalgamados en el Staffordshire Regiment junto a los regimientos 80.º y 98.º El nuevo regimiento participó de la Guerra Anglo-Egipcia (1882), en la primera guerra de Sudán (1882-1884), la Batalla de Kirbekan (1885) y la guerra anglo-bóer (1899-1902).
Durante la Primera Guerra Mundial obtuvo honores por Mons, Marne (1914), Aisne (1914 y 1918), Ypres (1914 y 1917), Loos, Somme (1916 y 1918), Cambrai (1917 y 1918), St Quintin, Canal Vittorio Veneto y Suvla.
Durante la Segunda Guerra Mundial obtuvo honores por Caen, Noyers, Falaise, Arnhem, África del Norte (1940), Desembarco en Sicilia, Chindits (1944) y Birmania (1944).
El South Staffordshire Regiment y el North Staffordshire Regiment (Prince of Wales's) fueron a su vez unificados en 1959 formando el Staffordshire Regiment [Staffords], parte de la división Prince of Wales.